# Saint-Étienne-sur-Chalaronne
Saint-Étienne-sur-Chalaronne és un municipi francès situat al departament de l'Ain i a la regió d'Alvèrnia-Roine-Alps. L'any 2007 tenia 1.402 habitants.

## Demografia

### Població
El 2007 la població de fet de Saint-Étienne-sur-Chalaronne era de 1.402 persones. Hi havia 512 famílies de les quals 108 eren unipersonals (64 homes vivint sols i 44 dones vivint soles), 152 parelles sense fills, 216 parelles amb fills i 36 famílies monoparentals amb fills.
La població ha evolucionat segons el següent gràfic:
Habitants censats

### Habitatges
El 2007 hi havia 583 habitatges, 515 eren l'habitatge principal de la família, 38 eren segones residències i 30 estaven desocupats. 523 eren cases i 44 eren apartaments. Dels 515 habitatges principals, 404 estaven ocupats pels seus propietaris, 94 estaven llogats i ocupats pels llogaters i 17 estaven cedits a títol gratuït; 17 tenien una cambra, 16 en tenien dues, 72 en tenien tres, 148 en tenien quatre i 262 en tenien cinc o més. 390 habitatges disposaven pel capbaix d'una plaça de pàrquing. A 209 habitatges hi havia un automòbil i a 276 n'hi havia dos o més.

### Piràmide de població
La piràmide de població per edats i sexe el 2009 era:
| Homes | Edats   | Dones |
| ----- | ------- | ----- |
| 0     | 95 o +  | 0     |
| 0     | 90 a 94 | 4     |
| 0     | 85 a 89 | 4     |
| 0     | 80 a 84 | 8     |
| 28    | 75 a 79 | 44    |
| 32    | 70 a 74 | 32    |
| 24    | 65 a 69 | 32    |
| 24    | 60 a 64 | 12    |
| 16    | 55 a 59 | 36    |
| 28    | 50 a 54 | 24    |
| 60    | 45 a 49 | 32    |
| 40    | 40 a 44 | 36    |
| 44    | 35 a 39 | 40    |
| 56    | 30 a 34 | 40    |
| 48    | 25 a 29 | 40    |
| 28    | 20 a 24 | 20    |
| 44    | 15 a 19 | 28    |
| 24    | 10 a 14 | 48    |
| 48    | 5 a 9   | 44    |
| 48    | 0 a 4   | 36    |

## Economia
El 2007 la població en edat de treballar era de 832 persones, 636 eren actives i 196 eren inactives. De les 636 persones actives 597 estaven ocupades (324 homes i 273 dones) i 39 estaven aturades (17 homes i 22 dones). De les 196 persones inactives 46 estaven jubilades, 71 estaven estudiant i 79 estaven classificades com a «altres inactius».

### Ingressos
El 2009 a Saint-Étienne-sur-Chalaronne hi havia 518 unitats fiscals que integraven 1.438,5 persones, la mediana anual d'ingressos fiscals per persona era de 17.736 €.

### Activitats econòmiques
Dels 45 establiments que hi havia el 2007, 2 eren d'empreses alimentàries, 2 d'empreses de fabricació d'altres productes industrials, 14 d'empreses de construcció, 12 d'empreses de comerç i reparació d'automòbils, 1 d'una empresa de transport, 2 d'empreses d'hostatgeria i restauració, 1 d'una empresa d'informació i comunicació, 1 d'una empresa financera, 6 d'empreses de serveis, 1 d'una entitat de l'administració pública i 3 d'empreses classificades com a «altres activitats de serveis».
Dels 14 establiments de servei als particulars que hi havia el 2009, 1 era una oficina de correu, 1 taller de reparació d'automòbils i de material agrícola, 4 paletes, 3 guixaires pintors, 2 fusteries, 2 perruqueries i 1 restaurant.
Dels 3 establiments comercials que hi havia el 2009, 1 era una botiga de més de 120 m², 1 una botiga de menys de 120 m² i 1 una joieria.
L'any 2000 a Saint-Étienne-sur-Chalaronne hi havia 39 explotacions agrícoles que ocupaven un total de 1.357 hectàrees.

## Equipaments sanitaris i escolars
L'únic equipament sanitari que hi havia el 2009 era una ambulància.
El 2009 hi havia una escola elemental.

## Poblacions més properes
El següent diagrama mostra les poblacions més properes.